# Ebi
Ebi (persiska: ابی), egentligen Ebrahim Hamedi (ابراهیم حامدی), född 22 juni 1949 i Teheran, är en iransk sångare. Ebi bodde under flera år i Göteborg men är numera bosatt i Marbella i Spanien.
1. ↑  Discogs, Discogs artist-ID: 294171, läst: 9 oktober 2017.[källa från Wikidata]